# 塔爾諾布熱格縣

50°35′N 21°41′E / 50.583°N 21.683°E
塔爾諾布熱格縣（波蘭語：Powiat tarnobrzeski），是波蘭的縣份，位於該國南部，由喀爾巴阡山省負責管轄，首府設於塔爾諾布熱格，面積520平方公里，2006年人口53,730，人口密度每平方公里100人。